# Laetia thamnia
Laetia thamnia es una especie de planta que pertenece a la familia Salicaceae. Algunos de sus nombres comunes son: chauché, ixiim che, zapote amarillo (México); bakelac, hueso de tortuga, ixbakelac (Guatemala); bullyhob, night perfume, perfume de la noche (Belice); cafecillo, quitacalzón (Costa Rica); conejo, conejo colorado, palo blanco, sarguia (Panamá).

## Clasificación y descripción
Árbol de 5 a 15 m de altura y de 10 a 30 cm de diámetro. Tronco recto y cilíndrico. Corteza exterior blanca o amarillenta. Ramas largas con follaje verde y lustroso. Hojas simples, alternas, con puntos y rayas translúcidas, de 5 a 15 cm de largo y de 2 a 5 cm de ancho, elípticas, con ápice acuminado, bordes enteros, crenados o dentados y generalmente con puntos o líneas peludas y base aguda, obtusa o truncada y algunas veces asimétrica. Estípulas caducas. Pecíolos de 0.5 a 1 cm de largo y acanalados en la parte superior. Inflorescencias en dicasios axilares. Inflorescencias principalmente axilares (aunque también supra-axilares o terminales), en cimas corimbosas; flores blancas, sus botones florales glabros, esparcidamente pubescentes  sobre la superficie externa de los sépalos exteriores, flores con los sépalos entre 3-12 x 2-7.3 mm; los filamentos y ovarios pubescentes. Frutos globosos en cápsulas de 3 a 4 cm de diámetro, verdes, tornándose marrón amarillentos y dehiscentes al madurar, con los sépalos rápidamente caducos, presenta numerosas semillas. Semillas cubiertas de un arilo amarillo, rojo, anaranjado o morado.

## Distribución y ambiente
Se encuentra en la selva alta subperennifolia, selva mediana subcaducifolia, selva alta perennifolia y selva mediana perennifolia. Su rango altitudinal va de 0 a 750 m s. n. m. Presente en México en Campeche, Chiapas, Oaxaca, Quintana Roo, Tabasco, Yucatán, Belice, Guatemala, Honduras, El Salvador, Costa Rica, Nicaragua, Panamá y Colombia.

## Usos
Tiene usos medicinales, rituales, el tronco se utiliza en construcciones rurales y para fabricar mangos de herramientas.